# Mycosphaerella davisii
Mycosphaerella davisii är en svampart som beskrevs av F.R. Jones 1944. Mycosphaerella davisii ingår i släktet Mycosphaerella och familjen Mycosphaerellaceae.   Inga underarter finns listade i Catalogue of Life.